# Хизб
Хизб (арабски: حزب, множествено число احزاب ахзаб) е половин джуз или приблизително една 60-част от Корана.